# Hamarkənd
Hamarkənd è un comune dell'Azerbaigian situato nel distretto di Yardımlı. Conta una popolazione di 722 abitanti.